# KITLG
KITLG (англ. KIT ligand) – білок, який кодується однойменним геном, розташованим у людей на короткому плечі 12-ї хромосоми. Довжина поліпептидного ланцюга білка становить 273 амінокислот, а молекулярна маса — 30 899.
| 10         |  | 20         |  | 30         |  | 40         |  | 50         |
| ---------- |  | ---------- |  | ---------- |  | ---------- |  | ---------- |
| MKKTQTWILT |  | CIYLQLLLFN |  | PLVKTEGICR |  | NRVTNNVKDV |  | TKLVANLPKD |
| YMITLKYVPG |  | MDVLPSHCWI |  | SEMVVQLSDS |  | LTDLLDKFSN |  | ISEGLSNYSI |
| IDKLVNIVDD |  | LVECVKENSS |  | KDLKKSFKSP |  | EPRLFTPEEF |  | FRIFNRSIDA |
| FKDFVVASET |  | SDCVVSSTLS |  | PEKDSRVSVT |  | KPFMLPPVAA |  | SSLRNDSSSS |
| NRKAKNPPGD |  | SSLHWAAMAL |  | PALFSLIIGF |  | AFGALYWKKR |  | QPSLTRAVEN |
| IQINEEDNEI |  | SMLQEKEREF |  | QEV        |  |            |  |            |

A: Аланін

C: Цистеїн

D: Аспарагінова кислота

E: Глутамінова кислота

F: Фенілаланін

G: Гліцин

H: Гістидин

I: Ізолейцин

K: Лізин

L: Лейцин

M: Метіонін

N: Аспарагін

P: Пролін

Q: Глутамін

R: Аргінін

S: Серин

T: Треонін

V: Валін

W: Триптофан

Кодований геном білок за функцією належить до факторів росту. 
Задіяний у таких біологічних процесах, як клітинна адгезія, альтернативний сплайсинг. 
Локалізований у клітинній мембрані, цитоплазмі, цитоскелеті, мембрані, клітинних відростках.
Також секретований назовні.